# Hans-Jürgen Zimmermann (Politiker)
Hans-Jürgen Zimmermann (* 1942 in Goslin bei Posen) war von 1990 bis 2009 Bürgermeister von Ludwigslust.

## Biographie
Zimmermann lebt seit 1948 im ehemaligen Landkreis Ludwigslust und seit 1967 in der Stadt Ludwigslust. 1961 machte er das Abitur in Boizenburg und studierte anschließend Landwirtschaft in Rostock. Von 1967 bis 1990 war er im Kreislandwirtschaftsrat, in der Agrar-Industrie-Vereinigung Lewitz, in der LPG Weselsdorf und anderen landwirtschaftlichen Stellen tätig.
In dieser Zeit war er in der Kirchentagsarbeit der Evangelisch-Lutherischen Landeskirche Mecklenburgs unter Leitung von Pastor Joachim Gauck aktiv und setzte sich für besseren Verbraucherschutz sowie für Landschafts- und Naturschutz ein. 1989 war Zimmermann Mitbegründer der Bürgerbewegung Neues Forum in Ludwigslust und Vertreter der Bürgerbewegung am Runden Tisch des Landkreises.
Bei der ersten freien Kommunalwahl in der DDR am 6. Mai 1990 wurde er mit Unterstützung der SPD, CDU und FDP zum Bürgermeister der Stadt Ludwigslust gewählt. Er blieb Bürgermeister, bis er 2009 nicht wieder zur Wahl antrat.
Zimmermann war von 1990 bis 1999 Kreistagsmitglied für Bündnis 90/Die Grünen. Außerdem war er unter anderem Vorstandsmitglied des Städte- und Gemeindetages Mecklenburg-Vorpommern und Mitglied der Enquetekommission des Landtages „Zukunftsfähige Gemeinden“.
Zimmermann ist verheiratet, hat drei Kinder und sechs Enkelkinder.